# Ернесто Маскерони
Ернесто Маскерони (21. новембар 1907 - 3. јул 1984) био је фудбалер из Уругваја. Ернесто, рођен у Монтевидеу, био је одбрамбени играч. Играо је на месту левог бека. 
За Уругвај је играо 13 пута између 1930. и 1939, укључујући и ФИФА светско првенство 1930. где је Уругвај освојио први турнир Светског првенства. Године 1934. преселио се у Италију да би играо за Интер до 1936. године. У овом периоду два пута је играо за фудбалску репрезентацију Италије, када су правила о држављанству била мање строга него сада. Касније се вратио у Уругвај да би играо за ФК Пењарол од 1936. до 1940. 
У репрезентацији је дебитовао на утакмици са Румунијом 21.7.1930. године, а последњу утакмицу је одиграо против Перуа 12.2.1939. године.
До смрти у јулу 1984, у 76. години, био је последњи преживели члан победничке екипе Светског купа 1930. у Уругвају; а проћиће још 26 година до смрти последњег преживелог учесника Светског првенства (Франциско Вараљо, Аргентина).

## Титуле и награде
Пењарол
- Прва дивизија (АУФ): 1936, 1937, 1938

Уругвај
- ФИФА Светско првенство: 1930